# Junta Organizadora del Partido Liberal Mexicano
La Junta Organizadora del Partido Liberal Mexicano fue una iniciativa política constituida en San Luis, Misuri, el 28 de septiembre de 1905 con el fin de convocar y organizar toda oposición a la dictadura de Porfirio Díaz a través del Partido Liberal Mexicano. Desde 1905 hasta su supresión en 1918, la Junta estuvo compuesta por un grupo compacto de personas ligado a la edición del periódico Regeneración convertido en su órgano de difusión oficial.
Fundaron la Junta en 1905, Ricardo Flores Magón, presidente; Juan Sarabia, vicepresidente; Antonio I. Villarreal, secretario; Enrique Flores Magón, tesorero; Librado Rivera, primer vocal; Manuel Sarbia, segundo vocal; Rosalío Bustamante, tercer vocal. Más tarde ocuparon cargos en la Junta, Práxedis G. Guerrero, segundo secretario; Anselmo L. Figueroa y Antonio de Pío Araujo.

## Orientación revolucionaria

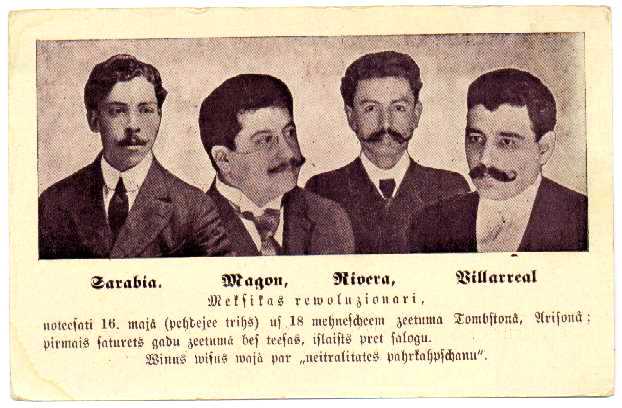
Postal en apoyo a los presos de la Junta, 1907.

En el 1 de julio de 1906 la Junta publicó el Manifiesto y Programa del Partido Liberal Mexicano que condensaba las aspiraciones políticas y sociales de la Revuelta del 16 de septiembre contra en gobierno de Porfirio Díaz ese mismo año. El Programa del PLM, si bien fue obra de las aportaciones que muchas personas enviaron a la Junta, la redacción final estuvo a cargo de Juan Sarabia. El programa lo firmaron todos los fundadores, excepto Rosalío Bustamante.

## Orientación anarquista
Si bien en mayor o menor medida los integrantes de la Junta habían tenido contacto con literatura anarquista desde años atrás, no todos consideraban las ideas ácratas como una opción viable. Sin embargo el fracaso de la revuelta de 1906. Las posturas ideológicas al interior de la Junta se polarizaron. 
Durante la preparación de la Revuelta del 25 de junio de 1908, con la Junta con la establecida en Los Ángeles, California; Ricardo Flores Magón y Librado Rivera, ambos presos, Enrique Flores Magón y Práxedis G. Guerrero, en libertad, pactaron en secreto orientar el movimiento del PLM hacia el comunismo anárquico y relegar de sus cargos a Villarreal y a Manuel Sarabia considerados reformistas; Juan Sarabia, entonces preso en San Juan de Ulúa, era considerado parte del grupo anarquista.
Práxedis G. Guerrero murió en Chihuahua durante el ataque del PLM al pueblo de Janos el 30 de diciembre de 1910. Para entonces Anselmo L. Figueroa y Antonio de Pío Araujo ya se habían integrado a las tareas organizativas de la Junta y la edición de Regeneración en Los Ángeles.
Villareal y Manuel Sarabia abandonaron el PLM para apoyar a Francisco I. Madero cuando éste firmó los Tratados de Ciudad Juárez el 21 de mayo de 1911 con el gobierno federal, que pactaba la renuncia de Díaz, el interinato de Francisco León de la Barra y el fin de las hostilidades. La Junta en Los Ángeles desconoció los tratados y continuó con las actividades guerrilleras.
Juan Sarabia fue liberado y se unió también a Madero. Los Sarabia, Villarreal y Jesús Flores Magón, constituyeron en la Ciudad de México la Junta Reorganizadora del Partido Liberal Mexicano, editaron algunos números de un periódico también llamado Regeneración y se deslindaron de la Junta Anarquista de Los Ángeles para apoyar a Madero.

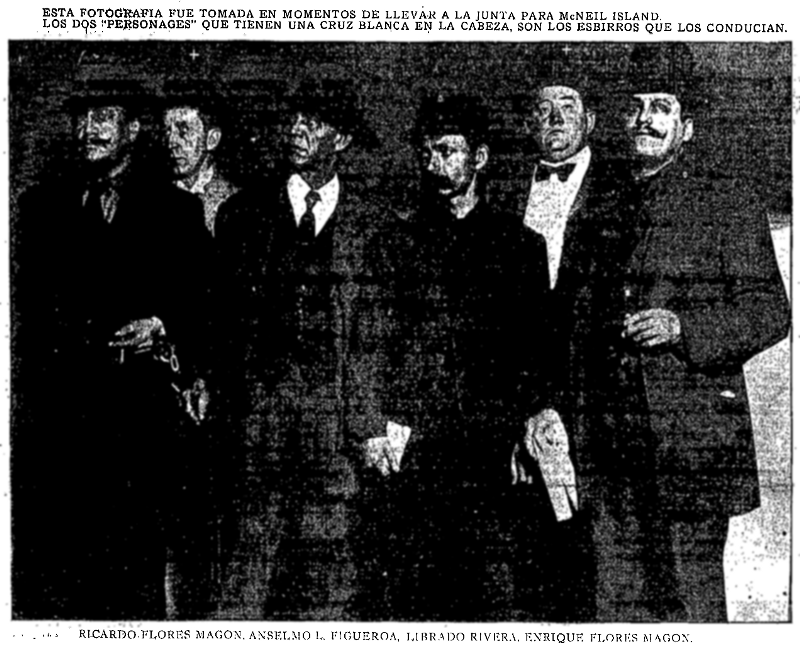
La Junta Organizadora conducida a la prisión de McNeil Island, 1913.

Para distinguir los motivos y las aspiraciones de la revolución social que entonces se vivía en México, Ricardo Flores Magón, Librado Rivera, Anselmo L. Figueroa y Enrique Flores Magón expusieron una postura abiertamente anarcocomunista a través del Manifiesto del 23 de septiembre de 1911, el cual llamaba a los obreros y campesinos a expropiar la Tierra y los medios de producción, declarando la guerra a toda Autoridad, Clero y Capital.